# Colobodus
Il colobodo (gen. Colobodus) è un pesce osseo estinto appartenente ai perleidiformi. Visse nel Triassico medio (circa 240 - 230 milioni di anni fa) e i suoi resti sono stati rinvenuti in Europa (Svizzera, Italia, Germania) e in Cina.

## Descrizione
Di grandi dimensioni, questo pesce poteva raggiungere la lunghezza di un metro. Il corpo era massiccio e di forma compatta, ed era ricoperto da pesanti scaglie ganoidi. Il cranio era corto e dotato di una dentatura specializzata, costituita da numerosi elementi tondeggianti e simili a molari nella parte posteriore delle mascelle. Le pinne erano relativamente piccole rispetto a quelle di altri pesci del periodo (come Birgeria o Saurichthys) a indicare che questo pesce non doveva essere un veloce nuotatore.

## Classificazione

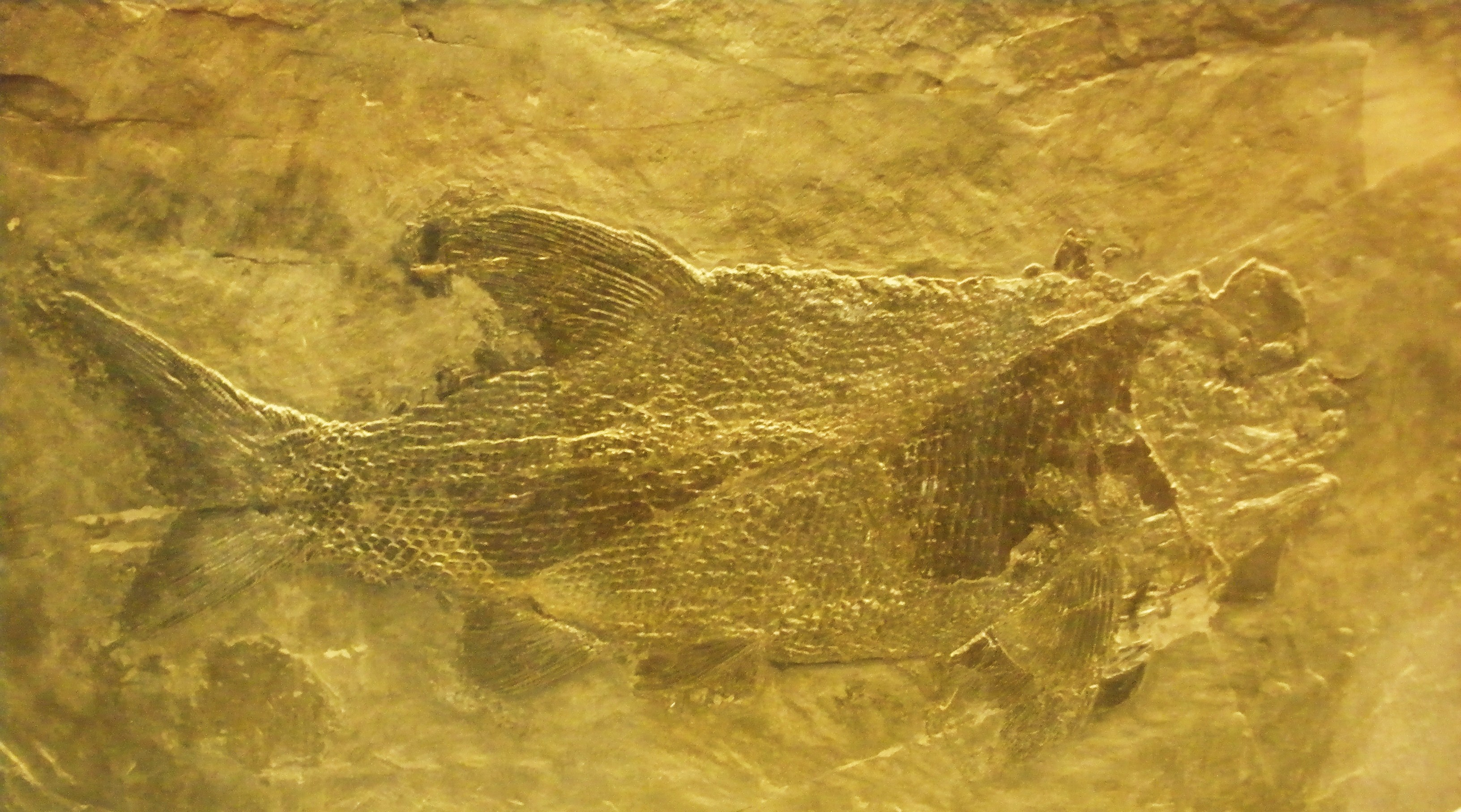
Fossile di Colobodus bassanii

Descritto per la prima volta da Louis Agassiz nel 1844 sulla base di un frammento di mascella, Colobodus è stato per lungo tempo considerato un genere “di comodo”, al quale ascrivere tutta una serie di forme di pesci triassici poco conosciuti ma dalla dentatura simile. La specie tipo, Colobodus hogardi, è basata su frammenti andati perduti, ed è stato necessario identificare un neotipo, Colobodus bassanii, basata su numerosi resti completi del Triassico medio della Svizzera e dell'Italia. Un'altra specie ben conosciuta (C. maximus) è stata ritrovata in Germania. Più recentemente è stata descritta una nuova specie di Colobodus (C. baii) proveniente dall'inizio del Triassico medio della Cina. Questi ritrovamenti sono molto importanti perché testimoniano l'ampia diffusione di Colobodus lungo le coste dell'oceano Tetide; si ipotizza, inoltre, che l'origine di questo genere sia avvenuta nelle zone orientali della Tetide (Sun et al., 2008).

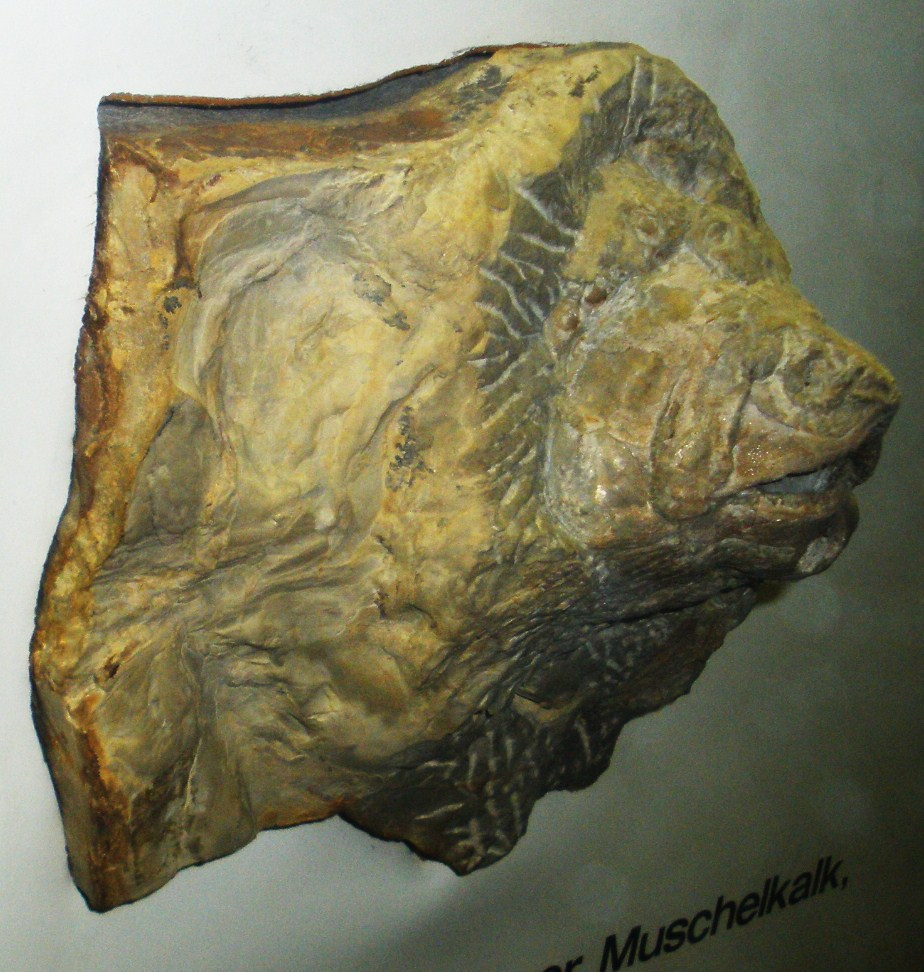
Eccezionale fossile tridimensionale di Colobodus maximus (Senckenberg Museum, Francoforte)

Il colobodo è ritenuto appartenere ai perleidiformi (Perleidiformes), un gruppo di pesci ossei più evoluti dei primitivi paleonisciformi, ma ancora dotati di caratteristiche antiquate (come le scaglie ganoidi), il cui più noto rappresentante era Perleidus. Il colobodo, in particolare, appartiene alla famiglia dei Colobodontidae, che include anche forme come Crenilepis e Feroxichthys. Gli stessi perleidiformi, in ogni caso, da molti studiosi sono considerati un gruppo parafiletico.

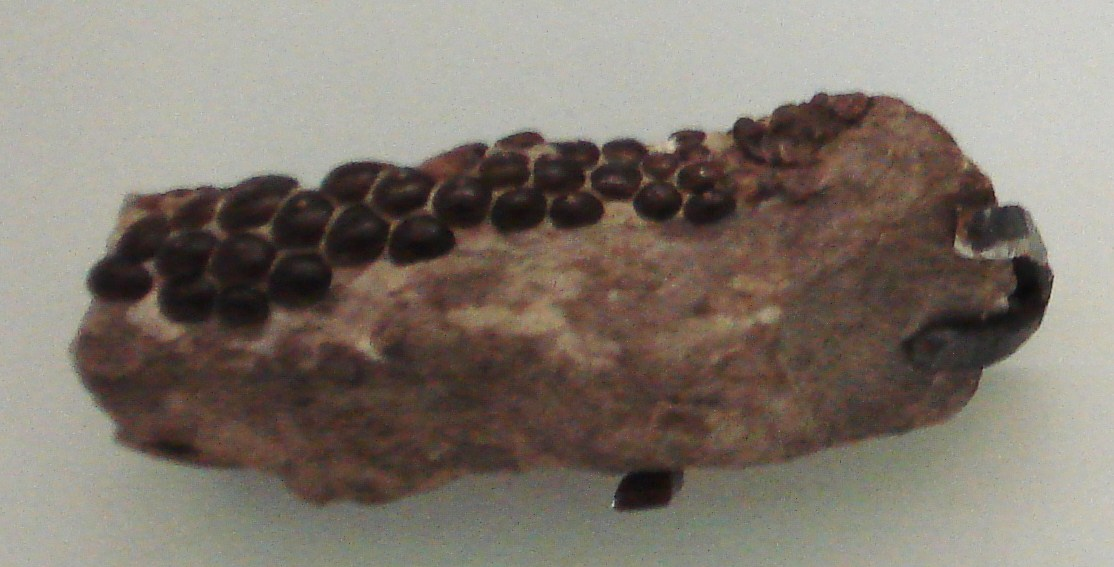
Mandibola di Colobodus maximus. Si notino i denti tondeggianti.

## Stile di vita
Il colobodo era un grande pesce che si muoveva piuttosto lentamente nei mari del Triassico medio. Era un predatore durofago, ovvero si cibava di prede dal guscio duro come i molluschi o i coralli, al contrario di numerosi grandi pesci del periodo come Birgeria o Saurichthys.